# جولي بيرثيلسن
جولي بيرثيلسن (بالدنماركية: Julie Berthelsen)‏ هي كاتبة غنائية ومغنية دنماركية، ولدت في 7 يونيو 1979 في آرهوس في الدنمارك.

## وصلات خارجية
- الموقع الرسمي
- جولي بيرثيلسن على موقع IMDb (الإنجليزية)
- جولي بيرثيلسن على موقع ميوزك برينز (الإنجليزية)
- جولي بيرثيلسن على موقع ديسكوغز (الإنجليزية)